# Fiderd Vis
Fiderd Vis (* 29. März 1981 auf Aruba) ist ein arubanischer Judoka.
Vis gewann Anfang Juli 2007 bei den Panamerican Judo Circuit Championships in der Dominikanischen Republik eine Bronzemedaille. Daraufhin erhielt er eine Wildcard zur Teilnahme an den kurz darauf stattfindenden Panamerikanischen Spielen in Rio de Janeiro, bei denen er in der Gewichtsklasse –81 kg an den Start ging.
Im Jahr darauf bildete Vis gemeinsam mit dem Schwimmer Jan Roodzant die arubanische Olympiamannschaft bei den Sommerspielen in Peking. Während der Eröffnungsfeier war er beim Einmarsch der Teams Flaggenträger seines Landes. Er trat in der Gewichtsklasse bis 81 kg an. Dort unterlag er in seinem ersten Kampf dem Chinesen Guo Lei und schied aus.